# Adá (Chantada)
Adá (llamada oficialmente Santa Baia de Adá) es una parroquia y una aldea española del municipio de Chantada, en la provincia de Lugo, Galicia.

## Otras denominaciones
La parroquia también es conocida por los nombres de Santa Eulalia de Adá y Santabaia de Adá.

## Organización territorial
La parroquia está formada por nueve entidades de población, constando siete de ellas en el nomenclátor del Instituto Nacional de Estadística español:

### Entidades de población
Entidades de población que forman parte de la parroquia:
- A Chanca
- Adá
- Erosa
- Mundín
- O Cepedo
- Quinzán da Vila
- Surribas
- Vilar
- Xestoso

### Despoblado
Despoblado que forma parte de la parroquia:
- Casdemiro

## Demografía

### Parroquia
| Gráfica de evolución demográfica de Adá (parroquia) entre 2000 y 2019 |
|                                                                       |
| Datos según el nomenclátor publicado por el INE.                      |

### Aldea
| Gráfica de evolución demográfica de Adá (aldea) entre 2000 y 2019 |
|                                                                   |
| Datos según el nomenclátor publicado por el INE.                  |